# Comitê Olímpico Nacional de Nauru
O Comitê Olímpico Nacional de Nauru (em inglês: Nauru Olympic Committee) é o Comitê Olímpico Nacional de Nauru para os Jogos Olímpicos. É uma organização sem fins lucrativos que seleciona as equipes, e levanta fundos para enviar concorrentes do país aos eventos olímpicos organizado pelo Comitê Olímpico Internacional (COI).